# 陈去病墓
31°20′12″N 120°34′31″E / 31.33667°N 120.57528°E
陈去病墓位于中国江苏省苏州市姑苏区虎丘西南麓，1982年被列为苏州市文物保护单位。

## 历史
陈去病（1874年－1933年），字佩忍，号巢南、垂虹亭长，吴江人，近代诗人，南社创始人之一，早年参加同盟会，1923年任国立东南大学中文系教授，1928年后曾任江苏革命博物馆馆长、大学院古物保管委员会江苏分会主任委员，1933年10月病逝于故乡同里镇。1935年11月南社成立36周年之际，柳亚子等诸社友将其灵柩迁葬于南社诞生地虎丘山下并公祭。1982年曾整修。墓坐北朝南，作覆釜形，青砖围砌，水泥封顶，直径5.9米，高2.2米。前立碑，上刻柳诒徵所书“陈佩忍先生讳去病之墓”。